# Edmonton Green (stacja kolejowa)
Edmonton Green - stacja kolejowa w północnym Londynie, w dzielnicy Enfield. W systemie londyńskiej komunikacji miejskiej, należy do czwartej strefy biletowej. Wszystkie pociągi zatrzymujące się na stacji obsługiwane są przez brytyjskiego przewoźnika kolejowego National Express East Anglia. Stacja została otwarta 22 lipca 1872 roku, zaś gruntownie zmodernizowana w 1980 r. Docelowo ma również się tu znajdować stacja metra na linii Victoria, podczas jej przedłużenia ze stacji Seven Sisters. Kursują stąd pociągi do Enfield Town, Cheshunt i London Liverpool Street.